# باسيليوس كليميس
باسيليوس كليميس هو رئيس الأساقفة الحالي - كاثوليكوس كنيسة الملنكار الكاثوليك. تم دعوته كاردينال في مجمع الكرادلة في الكنيسة الكاثوليكية من قبل البابا بنديكتوس السادس عشر في 24 نوفمبر 2012.
في لحظة اختياره، كان أصغر عضو في مجمع الكرادلة. إنه الكاردينال الأول لكنيسة الملنكار الكاثوليك. في 31 يناير 2013، عُيِّن عضوًا في مجمع الكنائس الشرقية والمجلس البابوي للحوار بين الأديان. شغل منصب رئيس مؤتمر الأساقفة الكاثوليك في الهند من 2014 إلى 2018، وشغل سابقًا منصب رئيس مجلس أساقفة كيرالا الكاثوليك.

## النشأة
ولد باسيليوس كليميس في 15 يونيو 1959 باسم اسحاق ثوتومكال في موكور، وهي قرية صغيرة قريبة من مدينة مالابالي في منطقة باثانامثيتا في ولاية كيرالا في جنوب الهند. والديه هما ماثيو وأناما ثوتومكال. عائلة ثوتومكال هي جزء من عائلة باكالوماتوم، وهي عائلة مسيحية سورية قديمة في ولاية كيرالا.

## تعليمه
حضر مدرسة لاهوتية في تيروفالا من 1976 إلى 1979. حصل على بكالوريوس من معهد القديس يوسف البابوي، مانغالابوزا، ألوفا، حيث التحق من 1979 إلى 1982. حصل على درجة البكالوريوس من المدرسة اللاهوتية البابوية، بوني حيث درس من 1983 إلى 1986. رُسم ثوتومكال كاهنًا في 11 يونيو 1986. درس للحصول على درجة الماجستير في علم اللاهوت في كلية دارمارام، بنغالور حيث التحق من 1986 إلى 1989. حصل ثوتومكال على الدكتوراه في اللاهوت المسكوني من جامعة القديس توما الأكويني البابوية، روما عام 1997.

## رسامته أسقف

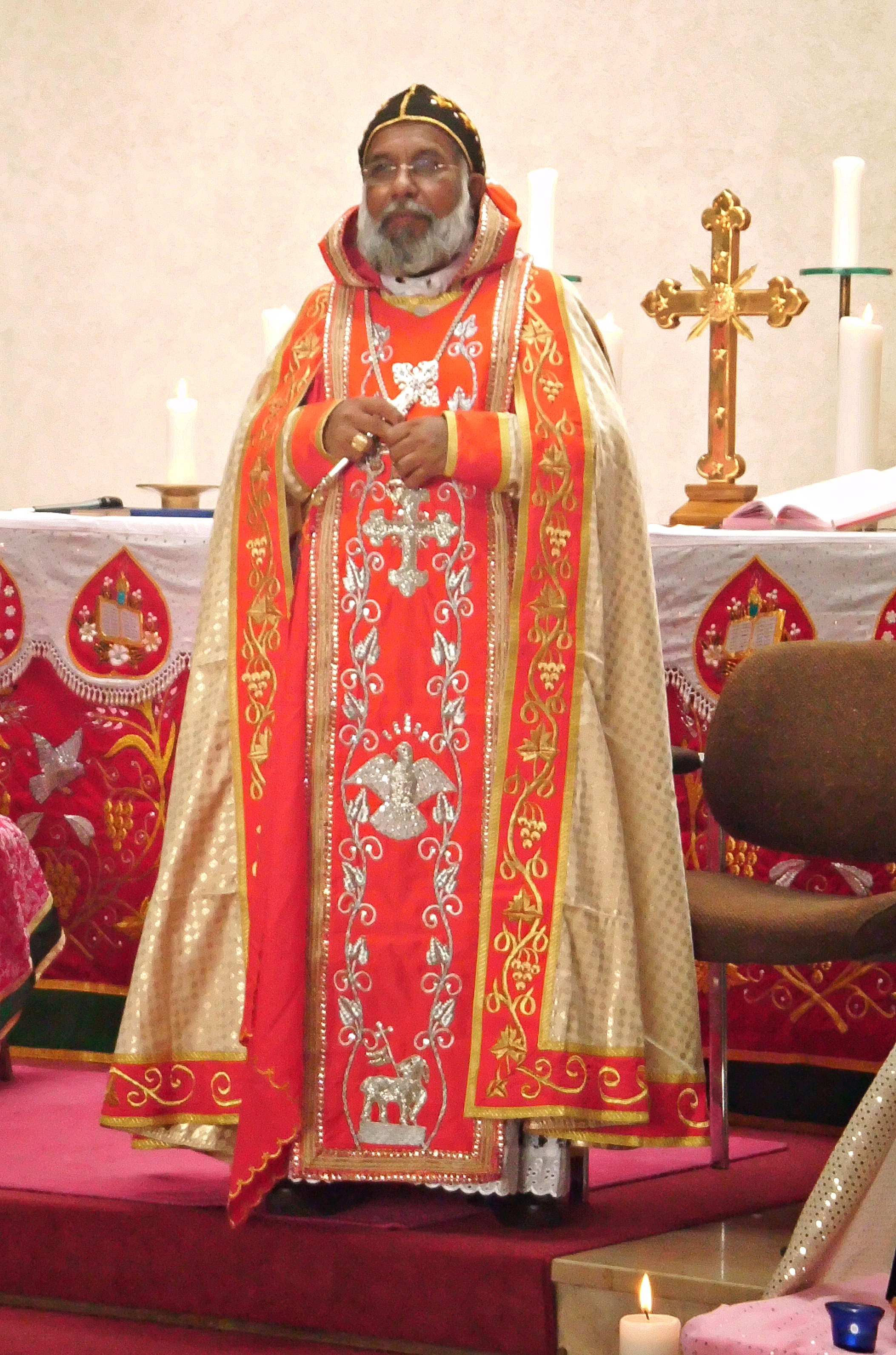
مار باسيليوس كليميس بالثياب الليتورجية، 2015

عند عودته من روما أصبح نائب لأبرشية باثيري. رشح البابا يوحنا بولس الثاني اسحاق كليميس زائر رسولي و أسقف مساعد في تريفاندروم يوم 18 يونيو عام 2001 لكنيسة الملنكار الكاثوليك المقيمين في أمريكا الشمالية وأوروبا. تم تكريسه في 15 أغسطس 2001 في تيرومولابورام، تيروفالا، متخذاً اسم اسحاق مار كليميس.
عين الكرسي الرسولي مار كليميس أسقفًا سادسًا لأبرشية تيروفالا في 11 سبتمبر 2003. تم تنصيب مار كليميس كأول رئيس أساقفة لأبرشية تيروفالا في 10 يونيو 2006.
تم انتخاب مار باسيليوس كليميس بالإجماع ككاثوليكوس لكنيسة الملنكار الكاثوليك من خلال أول سينودس أسقفي مقدس الذي انعقد من 7-10 فبراير 2007 في مركز الكاثوليكس في باتوم، تريفاندرم. وافق البابا بنديكتوس السادس عشر على الانتخابات في 9 فبراير وأُعلن عنها في 10 فبراير في كاتدرائية القديسة مريم، باتوم، تريفاندرم. واتخذ اسم باسيليوس كليميس. تم تنصيب كليميس رئيس الأساقفة الثاني لكنيسة الملنكار الكاثوليك في 5 مارس 2007 في كاتدرائية القديسة مريم، باتوم، تريفاندرم. شارك الكاردينال تيليسفور توبو والكاردينال مار فاركي فيثاياثيل في حفل التثبيت.
تم ترقية موران مور باسيليوس كليميس إلى مجمع الكرادلة في الكنيسة الكاثوليكية من قبل البابا بنديكتوس السادس عشر في 24 نوفمبر 2012. بصفته كاردينال كاهنًا، تم تعيينه في كنيسة غريغوريو السابع. وهو أول أسقف لكنيسة الملنكار الكاثوليك وخامس أسقف من كوراليتو يُدعى كاردينالًا. وقال إنها علامة على تقدير البابا «للوحدة في التنوع» للكاثوليك الهنود، واستشهد بالشهادة، والدفاع عن الحياة البشرية، ومثال الصلاة الأصيلة التي قدمتها القديسة الأم تريزا من كولكاتا.
في 31 يناير 2013، عيّن البابا بنديكتوس السادس عشر مور باسيليوس كليميس عضوًا في مجمع الكنائس الشرقية والمجلس البابوي للحوار بين الأديان.
شارك مور باسيليوس كليميس ككاردينال ناخب في المجمع المغلق 2013 الذي انتخب البابا فرنسيس. نظرًا لأنه كان أول أسقف من كنيسة الملنكار الكاثوليك يتم تعيينه كاردينالًا، فقد كان أيضًا أول كاردينال من كنيسة الملنكار الكاثوليك على الإطلاق يشارك ككاردينال ناخب في اجتماع بابوي. خلال الاجتماع المغل، كان كليميس أحد الكرادلة الناخبين الأربعة من خارج الكنيسة اللاتينية الذين كانوا يرتدون ثيابًا مختلفة تناسب كنائسهم. وكان الثلاثة الآخرون هم بطريرك الأقباط الكاثوليك البطريرك أنطونيوس نجيب، البطريرك الماروني مار بشارة بطرس الراعي، و رئيس أساقفة كنيسة السريان الملبار الكاثوليك المطران جورج النشيري.